# Samuel McMillan

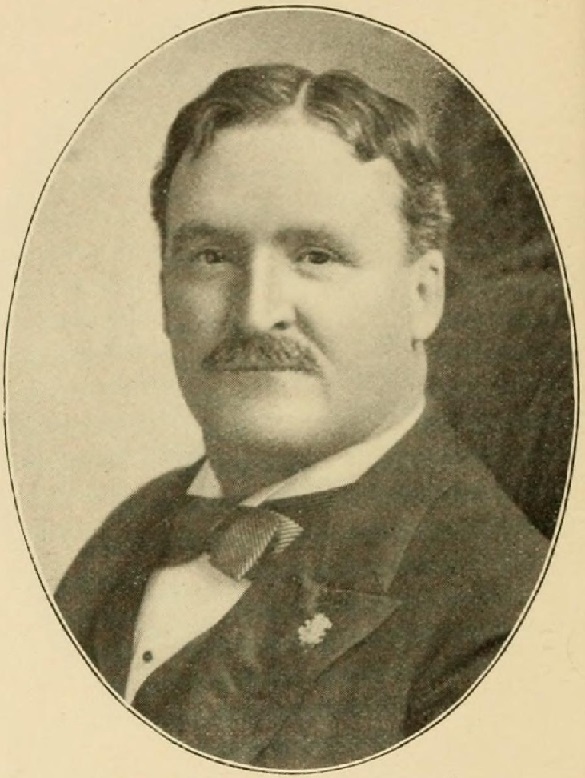
Samuel McMillan

Samuel McMillan (* 16. August 1850 in Dromore, Irland; † 6. Mai 1924 in New York City) war ein US-amerikanischer Politiker. Zwischen 1907 und 1909 vertrat er den Bundesstaat New York im US-Repräsentantenhaus.

## Werdegang
Samuel McMillan wurde während der Regierungszeit von Georg V. im County Down geboren. Die Familie wanderte dann in die Vereinigten Staaten ein und ließ sich zuerst in New York City nieder, zog allerdings später nach Niles im Trumbull County (Ohio). Dort besuchte er Gemeinschaftsschulen. Er kehrte dann nach New York City zurück, wo er als Zimmermann arbeitete. In der Folgezeit besuchte er eine Abendschule. Er studierte Architektur. Dann ging er Bankgeschäften nach. McMillan war Vizepräsident eines Bauunternehmens, welches die Manhattan Bridge miterbaute. Er saß zwölf Jahre lang im Prüfungsausschuss der Baubehörde von New York City und war drei Jahre lang Park Commissioner und Präsident der Behörde unter Bürgermeister William Lafayette Strong. Politisch gehörte er der Republikanischen Partei an.
Bei den Kongresswahlen des Jahres 1906 für den 60. Kongress wurde McMillan im 21. Wahlbezirk von New York in das US-Repräsentantenhaus in Washington, D.C. gewählt, wo er am 4. März 1907 die Nachfolge von John H. Ketcham antrat. Da er auf eine erneute Kandidatur 1908 verzichtete, schied er nach dem 3. März 1909 aus dem Kongress aus. 
Er verstarb am  6. Mai 1924 in New York City und wurde dann auf dem Woodlawn Cemetery beigesetzt.